# CALR3
CALR3 (англ. Calreticulin 3) – білок, який кодується однойменним геном, розташованим у людей на короткому плечі 19-ї хромосоми. Довжина поліпептидного ланцюга білка становить 384 амінокислот, а молекулярна маса — 44 996.
| 10         |  | 20         |  | 30         |  | 40         |  | 50         |
| ---------- |  | ---------- |  | ---------- |  | ---------- |  | ---------- |
| MARALVQLWA |  | ICMLRVALAT |  | VYFQEEFLDG |  | EHWRNRWLQS |  | TNDSRFGHFR |
| LSSGKFYGHK |  | EKDKGLQTTQ |  | NGRFYAISAR |  | FKPFSNKGKT |  | LVIQYTVKHE |
| QKMDCGGGYI |  | KVFPADIDQK |  | NLNGKSQYYI |  | MFGPDICGFD |  | IKKVHVILHF |
| KNKYHENKKL |  | IRCKVDGFTH |  | LYTLILRPDL |  | SYDVKIDGQS |  | IESGSIEYDW |
| NLTSLKKETS |  | PAESKDWEQT |  | KDNKAQDWEK |  | HFLDASTSKQ |  | SDWNGDLDGD |
| WPAPMLQKPP |  | YQDGLKPEGI |  | HKDVWLHRKM |  | KNTDYLTQYD |  | LSEFENIGAI |
| GLELWQVRSG |  | TIFDNFLITD |  | DEEYADNFGK |  | ATWGETKGPE |  | REMDAIQAKE |
| EMKKAREEEE |  | EELLSGKINR |  | HEHYFNQFHR |  | RNEL       |  |            |

A: Аланін

C: Цистеїн

D: Аспарагінова кислота

E: Глутамінова кислота

F: Фенілаланін

G: Гліцин

H: Гістидин

I: Ізолейцин

K: Лізин

L: Лейцин

M: Метіонін

N: Аспарагін

P: Пролін

Q: Глутамін

R: Аргінін

S: Серин

T: Треонін

V: Валін

W: Триптофан

Кодований геном білок за функцією належить до шаперонів. 
Задіяний у таких біологічних процесах, як диференціація клітин, сперматогенез. 
Білок має сайт для зв'язування з іонами металів, іоном цинку, лектинами. 
Локалізований у ендоплазматичному ретикулумі.